# Soudan 2
Soudan 2 war ein Teilchendetektor im Soudan Underground Laboratory in Nord-Minnesota, USA, der von 1989 bis 2001 in Betrieb war. Es handelte sich um ein 960 Tonnen schweres, eisernes Kalorimeter, dessen Hauptzweck die Suche nach Protonenzerfall war, obwohl seine Daten auch zur Untersuchung der Eigenschaften von Neutrinos verwendet wurden. (Auf dem Bild rechts ist die Vorderwand des Soudan 2-Detektors zu sehen.) Man fand keine Hinweise auf Protonenzerfall, die mit dem japanischen Detektor Super-Kamiokande gewonnenen Resultate für atmosphärische Neutrinos zu bestätigen, was die Theorie der Neutrino-Oszillation stützte.
In der Soudan-Mine befinden sich auch die Detektoren MINOS und CDMS.

## Geschichte
Soudan 2 war der Nachfolger von Soudan 1, einem ähnlichen 30-Tonnen-Detektor, der ebenfalls nach Protonenzerfall suchen sollte.
Die Ausgrabungen für Soudan 2 fanden 1984–1985 statt. Die Installation begann 1986 und wurde 1993 abgeschlossen. Das Experiment wurde von April 1989 bis Juni 2001 betrieben, zunächst mit einem Teilchendetektor von 275 Tonnen. Er wurde 2005 demontiert, um Platz für weitere physikalische Experimente mit geringer Hintergrundstrahlung zu schaffen, darunter MINOS.